# MX Большого Пса
MX Большого Пса (лат. MX Canis Majoris), HD 57192 — двойная затменная переменная звезда типа Беты Лиры (EB) в созвездии Большого Пса на расстоянии приблизительно 2952 световых лет (около 905 парсеков) от Солнца. Видимая звёздная величина звезды — от +6,81m до +6,73m. Орбитальный период — около 2,486 суток.

## Характеристики
Первый компонент — бело-голубая звезда спектрального класса B2V.